# Eraldo (futebolista)
Eraldo Anício Gomes, ou simplesmente Eraldo (Coronel Fabriciano, 1 de Abril de 1982), é um futebolista brasileiro que atua como atacante.

## Títulos
Estrela do Norte
- Copa Espírito Santo: 2003, 2004[1]

Serra
- Campeonato Capixaba: 2005

### Artilharias
- Campeonato Mineiro: 2010 (11 gols)[2]
- Copa Espírito Santo: 2015 (11 gols)[3]